# Maḩallāt (kommunhuvudort i Iran)
Maḩallāt (persiska: مَحَلّاتِ بالا, مَهَلّات بالَ, Maḩallāt-e Bālā, محلات, Mahallāt Bāla) är en kommunhuvudort i Iran.   Den ligger i provinsen Markazi, i den centrala delen av landet, 220 km söder om huvudstaden Teheran. Maḩallāt ligger 1 751 meter över havet och antalet invånare är 35 319.
Terrängen runt Maḩallāt är huvudsakligen kuperad, men söderut är den platt.Runt Maḩallāt är det ganska glesbefolkat, med 25 invånare per kvadratkilometer. Maḩallāt är det största samhället i trakten. Omgivningarna runt Maḩallāt är i huvudsak ett öppet busklandskap.